# Itapuca
Itapuca é um município do estado do Rio Grande do Sul. Seu nome vem do tupi: Ita (pedra) e Puca  (fendida), devido a grande quantidade de "pedras moles", fáceis de serem fendidas, existentes na região. Possui vales, rios, cachoeiras, campos e matas nativas formando um belo cenário turístico, transmitindo paz a todos que o visitam.

## Geografia
Localiza-se a uma latitude 28º46'47" sul e a uma longitude 52º10'20" oeste, estando a uma altitude de 660 metros. Possui uma área de 184,48 quilômetros quadrados e sua população estimada em 2018 foi de 2.125 habitantes.

## Topônimo
"Itapuca" é um termo de origem tupi, significando "pedra fendida", através da junção dos termos itá (pedra) e puka (fenda). Segundo a versão popular, o nome é uma referência à grande quantidade de "pedras moles" fáceis de serem fendidas, portanto existentes na região.

## História
Antigamente, o Distrito de Maurício Cardoso, nome dado em homenagem ao jurista, filho de Soledade, Dr. Joaquim Maurício Cardoso, era habitado por índios das tribos Gê e Tapuias. Por volta de 1880, na região de Campo Bonito, pertencente ao Distrito de Maurício Cardoso, começaram a chegar os primeiros imigrantes descendentes de portugueses, entre os quais os Ferreira, Andrade, Borges, Taborda, e outros. Logo após viriam os italianos e com esses a denominação da localidade: Povoado Vitória.  A sede do município foi muitas vezes chamada de Itapuca Brava, porém este nome só aparece na Comissão de Terras, sendo que nunca foi o nome oficial da localidade.

### Formação Administrativa
Distrito criado com a denominação de Vitória, por Ato Municipal nº 2, de 19 de setembro de 1892, subordinado ao município de Soledade. Em divisão administrativa referente ao ano de 1911, o distrito de Vitória, figura no município de Soledade. Assim permanecendo em divisões territoriais datadas de 31 de dezembro de 1936 e 31 de dezembro de 1937. Pela Lei Estadual nº 3.717, de 16 de fevereiro de 1959, o distrito de Mauricio Cardoso foi transferido do município de Soledade, para constituir o novo município de Arvorezinha.
Foi elevado à categoria de município, com a denominação de Itapuca, pela Lei Estadual nº 9.580, desmembrado de Arvorezinha.

## Economia
Sua economia é voltada para a agricultura (erva-mate, milho, soja, feijão, fumo) e pecuária (bovinos, suínos, aves). O município de Itapuca é um grande produtor de erva-mate, e com agroindústrias familiar na produção de biscoitos artesanais.

## Turismo e Eventos
Os pontos turísticos do município de Itapuca são os casarões históricos, Salto do Pulador (Rio Guaporé), Rio Ferreira, cascatas, Igreja São Miguel Arcanjo, moinhos antigos.
Eventos voltados ao lazer, Festa do Biscoito, uma tradição das comunidades do interior e da cidade, produzirem diversos tipos de biscoitos artesanais. Outro evento importante é o "Natal em Cores", uma festividade realizada no mês de dezembro com artesanatos, teatros, música, dança e muitas luzes na praça central da cidade.